# Oláhbaksa község
Oláhbaksa község (románul: Comuna Bocșa) község Szilágy megyében, Romániában. Központja Oláhbaksa, beosztott falvai Somlyómező, Szilágyballa, Ököritó.

## Népessége
A 2011-es népszámlálás adatai alapján a község népessége 3206 fő volt.